# Петрица, Михаил Захарович
Михаил Захарович Петрица — командир боевой разведывательной машины 2-й механизированной бригады 9-го гвардейского механизированного корпуса 6-й гвардейской танковой армии 2-го Украинского фронта; командир боевой разведывательной машины 30-й гвардейской механизированной бригады 9-го гвардейского механизированного корпуса 6-й гвардейской танковой армии 2-го Украинского фронта; командир боевой разведывательной машины 30-й гвардейской механизированной бригады 9-го гвардейского механизированного корпуса 6-й гвардейской танковой армии Забайкальского фронта, гвардии старшина.

## Биография
Родился 13 октября 1922 года в городе Иман Приморского края в семье служащего. Русский. Член ВКП(б)/КПСС с 1944 года. Образование среднее. Работал слесарем-дизелистом на судостроительном заводе в городе Владивостоке.
В Красной армии с 1941 года. В боях Великой Отечественной войны с июня 1942 года. 
Командир боевой разведывательной машины 2-й механизированной бригады старшина Михаил Петрица 13 сентября 1944 года вёл разведку отступающего противника. В районе города Турда огнём из пулемёта он рассеял группу вражеской пехоты, уничтожил свыше отделения солдат, а трёх взял в плен. Указом Президиума Верховного Совета СССР от 26 ноября 1944 года «за образцовое выполнение заданий командования в боях с немецко-фашистскими захватчиками» старшина Петрица Михаил Захарович награждён орденом Славы 3-й степени.
В составе 30-й гвардейской механизированной бригады 28 апреля 1945 года при разведке моста в районе города Вишков старшина Петрица М. З. с экипажем огнём из пулемёта уничтожил огневую точку, много немецких солдат, захватил мост и удержал его до подхода основных сил. Указом Президиума Верховного Совета СССР от 10 июня 1945 года «за образцовое выполнение заданий командования в боях с немецко-фашистскими захватчиками» гвардии старшина Петрица Михаил Захарович награждён орденом Славы 2-й степени.
Участвуя в советско-японской войне, 1945 года, в составе 30-й гвардейской механизированной бригады старшина Михаил Петрица совершил с разведывательной группой 730-километровый марш по бездорожью в пустынной местности, обеспечивая переход бригады и армии через Большой Хинган. 11 августа 1945 года отважный старшина одним из первых ворвался в город Лубэй, в бою уничтожил до полутора десятков солдат неприятеля, захватил в плен одного офицера и семь солдат, за что 14 октября 1945 года он был повторно награждён орденом Славы 2-й степени.
Указом Президиума Верховного Совета СССР от 19 августа 1955 года «за образцовое выполнение заданий командования в боях с немецко-фашистскими захватчиками» Петрица Михаил Захарович перенаграждён орденом Славы 1-й степени, став полным кавалером ордена Славы.
24 июня 1945 года М. З. Петрица участвовал в историческом Параде Победы на Красной площади в Москве.
В 1947 году старшина Петрица М. З. демобилизован. Жил в краевом центре Хабаровского края — городе Хабаровске. До ухода на заслуженный отдых работал директором промышленного комбината. Скончался 27 декабря 1995 года.
Награждён двумя орденами Отечественной войны 1-й степени, двумя орденами Красной Звезды, орденами Славы 1-й, 2-й и 3-й степени, медалями. 27 апреля 2000 года на здании средней школы № 51 Кировского района города Хабаровска торжественно открыта памятная доска кавалеру трёх орденов Славы Петрице Михаилу Захаровичу.